# Тимарет
Тимарет (греч. Τιμαρέτη; варианты имени Тамирис, Тамарис, Тамар, V век до н. э.) — древнегреческая художница .
Была дочерью художника Микона Младшего из Афин. По словам Плиния Старшего, она «пренебрегала обязанностями женщин и занималась искусством своего отца». Во времена Архелая Македонского она была наиболее известна благодаря панельной росписи с изображением богини Артемиды, которая хранилась в Эфесе. Горожане Эфеса особо почитали Артемиду. Хотя роспись больше не существует, она хранилась в Эфесе в течение многих лет.
Одна из шести женщин-художниц древности, упомянутых в «Естественной истории Плиния Старшего» (XL.147-148) в 77 г. н. э.: Тимарат, Эйрена, Калипсо, Аристетре, Иайя Кизикская, Олимпия. Все они также упоминаются позже в De mulieribus claris Боккаччо.